# Dix-septième district congressionnel de Pennsylvanie
Le 17e district congressionnel de Pennsylvanie est situé dans le sud-ouest de la Pennsylvanie, qui comprend l'intégralité du comté de Beaver et les parties nord-ouest du comté d'Allegheny ne faisant pas partie du 12e district. Il est représenté depuis le 3 janvier 2023 par le Démocrate Chris Deluzio.
En janvier 2018, la Cour suprême de Pennsylvanie a statué que la carte de 2011 violait la constitution de l'État et l'a redessinée le 18 février 2018. Ce qui était le 17e district, qui était ancré dans le nord-est de la Pennsylvanie, a été modifié pour devenir le 9e district, et l'ancien 12e district est également devenu le 17e pour les élections de 2018 et la représentation par la suite, jusqu'à ce que la carte actuelle soit ordonnée le 23 février 2022,,. Lors du cycle de redécoupage de 2020, sa partie du comté de Butler, y compris Cranberry Township, a été retirée du district, tandis qu'elle a gagné certaines banlieues est de Pittsburgh, telles que Forest Hills et Wilkinsburg.
Le district est l'un des sept avec un indice CPVI de EVEN, ce qui signifie que le district vote presque de la même manière que l'électorat national.

## Histoire
La carte de 2003 - 2013 inclut :
- Les comtés de Dauphin, Lebanon et Schuylkill en totalité ;
- Comté de Berks : Townships d'Alsace, Bern (District 1 et 2), Bethel, Centre, Eearl (District 1), Greenwich, Heidelberg, Jefferson, Maidencreek, Marion, Muhlenberg (Districts 2, 3, 5, 7, et 8), North Heidelberg, Oley, Ontelaunee, Penn, Perry, Pike, Richmond, Rockland, Ruscombmanor, Tilden, Tulpehocken, Upper Bern, Upper Tulpehocken et Windsor ; Districts de Bernville, Centerpot, Fleetwood, Hamburg, Laureldale, Leesport, Lenhartsville, Lyons, Robesonia, Shoemakersville, Strausstown et Womelsdorf ;
- Comté de Perry : Townships de Buffalo, Centre, Juaniata, Miller, Oliver (Toues les blocs sauf le 6999 du 030200), Penn, Spring, Tuscarosa, Watts et Wheatfield, Districts de Bloomfield, Duncannon, New Buffalo et Newport (District 1).

## Historique de vote
| Année | Poste      | Résultats                 |
| ----- | ---------- | ------------------------- |
| 2008  | Président  | Obama 57,0 % – 42,0 %     |
| 2012  | Président  | Obama 55,0 % – 43,0 %     |
| 2016  | Président  | Trump 49,0 % – 46,0 %     |
| 2020  | Président  | Biden 51,0 % – 48,0 %     |
| 2022  | Gouverneur | Shapiro 62,0 % – 36,0 %   |
| 2022  | Sénat      | Fetterman 56,0 % – 42,0 % |

## Liste des Représentants du district
Étant donné que les districts sont reconfigurés et renumérotés tous les 10 ans (et occasionnellement à d'autres moments), le tableau suivant s'affiche à chaque fois que les districts de Pennsylvanie ont été modifiés.
| Membre                          | Parti                 | Années                             | Congrès     | Histoire électorale | Zone géographique                                    |
| ------------------------------- | --------------------- | ---------------------------------- | ----------- | --- | ---------------------------------------------------- |
| District établit le 4 mars 1823 |                       |                                    |             | |                                                      |
| George Plumer (en)              | Républicain-Démocrate | 4 mars 1823 - 3 mars 1825          | 18e , 19e   | Redécoupage depuis le 11e district et réélu en 1822. Réélu en 1824. Retrait.                                                                                            | 1823–1833                                            |
| George Plumer (en)              | Jacksonien (en)       | 4 mars 1825 - 3 mars 1827          | 18e , 19e   | Redécoupage depuis le 11e district et réélu en 1822. Réélu en 1824. Retrait.                                                                                            | 1823–1833                                            |
| Richard Coulter (en)            | Jacksonien (en)       | 4 mars 1827 - 3 mars 1833          | 20e - 22e   | Élu en 1826. Réélu en 1828. Réélu en 1830. Redécoupage vers le 19e district.                                                                                            | 1823–1833                                            |
| John Laporte (en)               | Jacksonien (en)       | 4 mars 1833 - 3 mars 1837          | 23e , 24e   | Élu en 1832. Réélu en 1834. Retrait. | 1833–1843                                            |
| Samuel Wells Morris (en)        | Démocrate             | 4 mars 1837 - 3 mars 1841          | 25e , 26e   | Élu en 1836. Réélu en 1838. Retrait. | 1833–1843                                            |
| Davis Dimock Jr. (en)           | Démocrate             | 4 mars 1841 -13 janvier 1842       | 27e         | Élu en 1840. Décès. | 1833–1843                                            |
| Vacant                          | Vacant                | 13 janvier 1842 - 18 mars 1842     | 27e         | | 1833–1843                                            |
| Almon H. Read (en)              | Démocrate             | 18 mars 1842 - 3 mars 1843         | 27e         | Élu pour terminer le mandat de Dimock Jr. Redécoupage vers le 12e district.                                                                                             | 1833–1843                                            |
| James Irvin (en)                | Whig                  | 4 mars 1843 - 3 mars 1845          | 28e         | Redécoupage depuis le 14e district et réélu en 1843. |                                                      |
| John Blanchard (en)             | Whig                  | 4 mars 1845 - 3 mars 1849          | 29e , 30e   | Élu en 1844. Réélu en 1846. |                                                      |
| Samuel Calvin (en)              | Whig                  | 4 mars 1849 - 3 mars 1851          | 31e         | Élu en 1848. Retrait. |                                                      |
| Andrew Parker (en)              | Démocrate             | 4 mars 1851 - 3 mars 1853          | 32e         | Élu en 1850. |                                                      |
| Samuel L. Russell (en)          | Whig                  | 4 mars 1853 - 3 mars 1855          | 33e         | Élu en 1852. Retrait. |                                                      |
| David Fullerton Robison (en)    | Opposition Party (en) | 4 mars 1855 - 3 mars 1857          | 34e         | Élu en 1854. Perd sa réélection. |                                                      |
| Wilson Reilly (en)              | Démocrate             | 4 mars 1857 - 3 mars 1859          | 35e         | Élu en 1856. Perd sa réélection. |                                                      |
| Edward McPherson (en)           | Républicain           | 4 mars 1859 - 3 mars 1863          | 36e , 37e   | Élu en 1858. Réélu en 1860. Perd sa réélection. |                                                      |
| Archibald McAllister (en)       | Démocrate             | 4 mars 1863 - 3 mars 1865          | 38e         | Élu en 1862. Retrait. |                                                      |
| Abraham A. Barker (en)          | Républicain           | 4 mars 1865 - 3 mars 1867          | 39e         | Élu en 1864. Perd sa réélection. |                                                      |
| Daniel J. Morrell (en)          | Républicain           | 4 mars 1867 - 3 mars 1871          | 40e , 41e   | Élu en 1866. Réélu en 1868. Perd sa réélection. |                                                      |
| Robert M. Speer (en)            | Démocrate             | 4 mars 1871 - 3 mars 1875          | 42e , 43e   | Élu en 1870. Réélu en 1872. Retrait. |                                                      |
| Robert M. Speer (en)            | Démocrate             | 4 mars 1871 - 3 mars 1875          | 42e , 43e   | Élu en 1870. Réélu en 1872. Retrait. |                                                      |
| John Reilly (en)                | Démocrate             | 4 mars 1875 - 3 mars 1877          | 44e         | Élu en 1874. Perd sa réélection. |                                                      |
| Jacob M. Campbell (en)          | Républicain           | 4 mars 1877 - 3 mars 1879          | 45e         | Élu en 1876. Perd sa réélection. |                                                      |
| Alexander H. Coffroth (en)      | Démocrate             | 4 mars 1879 - 3 mars 1881          | 46e         | Élu en 1878. |                                                      |
| Jacob M. Campbell (en)          | Républicain           | 4 mars 1881 - 3 mars 1883          | 47e - 49e   | Élu en 1880. Réélu en 1882. Réélu en 1884. Perd sa réélection. |                                                      |
| Jacob M. Campbell (en)          | Républicain           | 4 mars 1883 - 3 mars 1887          | 47e - 49e   | Élu en 1880. Réélu en 1882. Réélu en 1884. Perd sa réélection. |                                                      |
| Edward Scull (en)               | Républicain           | 4 mars 1887 - 3 mars 1889          | 50e         | Élu en 1886. Redécoupage vers le 20e district. |                                                      |
| Charles R. Buckalew (en)        | Démocrate             | 4 mars 1889 - 3 mars 1891          | 51e         | Redécoupage depuis le 11e district et réélu en 1888. |                                                      |
| Simon Peter Wolverton (en)      | Démocrate             | 4 mars 1891 - 3 mars 1893          | 52e         | Élu en 1890. |                                                      |
| Simon Peter Wolverton (en)      | Démocrate             | 4 mars 1893 - 3 mars 1895          | 53e         | Élu en 1892. Retrait. |                                                      |
| Monroe Henry Kulp (en)          | Républicain           | 4 mars 1895 - 3 mars 1899          | 54e , 55e   | Élu en 1894. Réélu en 1896. Perd sa réélection. |                                                      |
| Rufus King Polk (en)            | Démocrate             | 4 mars 1899 - 5 mars 1902          | 56e , 57e   | Élu en 1898. Réélu en 1900. Décès. |                                                      |
| Vacant                          | Vacant                | 5 mars 1902 - 3 mars 1903          | 57e         | |                                                      |
| Alexander Billmeyer (en)        | Démocrate             | 4 novembre 1902 - 3 mars 1903      | 57e         | Élu pour terminer le mandat de Polk. Retrait. |                                                      |
| Thaddeus Maclay Mahon (en)      | Républicain           | 4 mars 1903 - 3 mars 1907          | 58e , 59e   | Redécoupage depuis le 18e district et réélu en 1902. Réélu en 1904. Retrait.                                                                                            |                                                      |
| Benjamin K. Focht (en)          | Républicain           | 4 mars 1907 - 3 mars 1913          | 60e - 62e   | Élu en 1906. Réélu en 1908. Réélu en 1910. Perd sa réélection. |                                                      |
| Franklin Lewis Dershem (en)     | Démocrate             | 4 mars 1913 - 3 mars 1915          | 63e         | Élu en 1912. Perd sa réélection. |                                                      |
| Benjamin K. Focht (en)          | Républicain           | 4 mars 1915 - 3 mars 1923          | 64e - 67e   | Élu en 1914. Réélu en 1916. Réélu en 1918. Réélu en 1920. Perd sa réélection.                                                                                           |                                                      |
| Herbert W. Cummings (en)        | Démocrate             | 4 mars 1923 - 3 mars 1925          | 68e         | Élu en 1922. Perd sa réélection. |                                                      |
| Frederick W. Magrady (en)       | Républicain           | 4 mars 1925 - 3 mars 1933          | 69e - 72e   | Élu en 1924. Réélu en 1926. Réélu en 1928. Réélu en 1930. Perd sa réélection.                                                                                           |                                                      |
| J. William Ditter (en)          | Républicain           | 4 mars 1933 - 21 novembre 1943     | 73e - 78e   | Élu en 1932. Réélu en 1934. Réélu en 1936. Réélu en 1938. Réélu en 1940. Réélu en 1942. Décès.                                                                          |                                                      |
| J. William Ditter (en)          | Républicain           | 4 mars 1933 - 21 novembre 1943     | 73e - 78e   | Élu en 1932. Réélu en 1934. Réélu en 1936. Réélu en 1938. Réélu en 1940. Réélu en 1942. Décès.                                                                          |                                                      |
| Vacant                          | Vacant                | 21 novembre 1943 - 18 janvier 1944 | 78e         | |                                                      |
| Samuel K. McConnell Jr. (en)    | Républicain           | 18 janvier 1944 - 3 janvier 1945   | 78e         | Élu pour terminer le mandat de Ditter. Redécoupage vers le 16e district.                                                                                                |                                                      |
| Richard M. Simpson (en)         | Républicain           | 3 janvier 1945 - 3 janvier 1953    | 79e - 82e   | Redécoupage depuis le 18e district et réélu en 1944. Réélu en 1946. Réélu en 1948. Réélu en 1950. Redécoupage depuis le 18e district.                                   |                                                      |
| Alvin Bush (en)                 | Républicain           | 3 janvier 1953 - 5 novembre 1959   | 83e - 86e   | Redécoupage depuis le 15e district et réélu en 1952. Réélu en 1954. Réélu en 1956. Réélu en 1958. Décès.                                                                |                                                      |
| Vacant                          | Vacant                | 5 novembre 1959 - 26 avril 1960    | 86e         | |                                                      |
| Herman T. Schneebeli (en)       | Républicain           | 26 avril 1960 - 3 janvier 1977     | 86e - 94e   | Élu pour terminer le mandat de Bush. Réélu en 1960. Réélu en 1962. Réélu en 1964. Réélu en 1966. Réélu en 1968. Réélu en 1970. Réélu en 1972. Réélu en 1974. Retrait.   |                                                      |
| Herman T. Schneebeli (en)       | Républicain           | 26 avril 1960 - 3 janvier 1977     | 86e - 94e   | Élu pour terminer le mandat de Bush. Réélu en 1960. Réélu en 1962. Réélu en 1964. Réélu en 1966. Réélu en 1968. Réélu en 1970. Réélu en 1972. Réélu en 1974. Retrait.   |                                                      |
| Herman T. Schneebeli (en)       | Républicain           | 26 avril 1960 - 3 janvier 1977     | 86e - 94e   | Élu pour terminer le mandat de Bush. Réélu en 1960. Réélu en 1962. Réélu en 1964. Réélu en 1966. Réélu en 1968. Réélu en 1970. Réélu en 1972. Réélu en 1974. Retrait.   |                                                      |
| Allen E. Ertel (en)             | Démocrate             | 3 janvier 1977 - 3 janvier 1983    | 95e - 97e   | Élu en 1976. Réélu en 1978. Réélu en 1980. Retrait. |                                                      |
| George Gekas (en)               | Républicain           | 3 janvier 1983 - 3 janvier 2003    | 98e - 107e  | Élu en 1982. Réélu en 1984. Réélu en 1986. Réélu en 1988. Réélu en 1990. Réélu en 1992. Réélu en 1994. Réélu en 1996. Réélu en 1998. Réélu en 2000. Perd sa réélection. |                                                      |
| George Gekas (en)               | Républicain           | 3 janvier 1983 - 3 janvier 2003    | 98e - 107e  | Élu en 1982. Réélu en 1984. Réélu en 1986. Réélu en 1988. Réélu en 1990. Réélu en 1992. Réélu en 1994. Réélu en 1996. Réélu en 1998. Réélu en 2000. Perd sa réélection. |                                                      |
| Tim Holden (en)                 | Démocrate             | 3 janvier 2003 - 3 janvier 2013    | 108e - 112e | Redécoupage depuis le 6e district et réélu en 2002. Réélu en 2004. Réélu en 2006. Réélu en 2008. Réélu en 2010. Perd sa renomination.                                   | 2003–2013 Berks, Dauphin, Lebanon, Perry, Schuylkill |
| Matt Cartwright                 | Démocrate             | 3 janvier 2013 - 3 janvier 2019    | 113e - 115e | Élu en 2012. Réélu en 2014. Réélu en 2016. Redécoupage vers le 8e district.                                                                                             | 2013–2019                                            |
| Conor Lamb                      | Démocrate             | 3 janvier 2019 - 3 janvier 2023    | 116e , 117e | Redécoupage depuis le 18e district et réélu en 2018. Réélu en 2020. Retrait pour se présenter comme Sénateur des États-Unis.                                            | 2019–2023                                            |
| Chris Deluzio                   | Démocrate             | 3 janvier 2023 - Présent           | 118e        | Élu en 2022. | 2023–Présent                                         |

## Résultats des récentes élections
Voici les résultats des dix précédents cycles électoraux dans le district.

### 2004
| Élection de 2004 du 17e district congressionnel de Pennsylvanie | Élection de 2004 du 17e district congressionnel de Pennsylvanie | Élection de 2004 du 17e district congressionnel de Pennsylvanie | Élection de 2004 du 17e district congressionnel de Pennsylvanie | Élection de 2004 du 17e district congressionnel de Pennsylvanie |
| --------------------------------------------------------------- | --------------------------------------------------------------- | --------------------------------------------------------------- | --------------------------------------------------------------- | --------------------------------------------------------------- |
| Parti                                                           | Parti                                                           | Candidat                                                        | Votes                                                           | %                                                               |
|                                                                 | Démocrate                                                       | Tim Holden (en) (sortant)                                       | 172 412                                                         | 59,1                                                            |
|                                                                 | Républicain                                                     | Scott Paterno                                                   | 113 592                                                         | 38,9                                                            |
|                                                                 | Libertarien                                                     | Russ Diamond                                                    | 5 782                                                           | 2,0                                                             |
| Total des votes                                                 | Total des votes                                                 | Total des votes                                                 | 291 786                                                         | 100 %                                                           |
|                                                                 | Les Démocrates conservent                                       |                                                                 |                                                                 |                                                                 |

### 2006
| Élection de 2006 du 17e district congressionnel de Pennsylvanie | Élection de 2006 du 17e district congressionnel de Pennsylvanie | Élection de 2006 du 17e district congressionnel de Pennsylvanie | Élection de 2006 du 17e district congressionnel de Pennsylvanie | Élection de 2006 du 17e district congressionnel de Pennsylvanie |
| --------------------------------------------------------------- | --------------------------------------------------------------- | --------------------------------------------------------------- | --------------------------------------------------------------- | --------------------------------------------------------------- |
| Parti                                                           | Parti                                                           | Candidat                                                        | Votes                                                           | %                                                               |
|                                                                 | Démocrate                                                       | Tim Holden (en) (sortant)                                       | 137 253                                                         | 64,5                                                            |
|                                                                 | Républicain                                                     | Matthew A. Wertz                                                | 75 455                                                          | 35,5                                                            |
|                                                                 | Write-In                                                        | Write-In                                                        | 69                                                              | 0,0                                                             |
| Total des votes                                                 | Total des votes                                                 | Total des votes                                                 | 212 777                                                         | 100 %                                                           |
|                                                                 | Les Démocrates conservent                                       |                                                                 |                                                                 |                                                                 |

### 2008
| Élection de 2008 du 17e district congressionnel de Pennsylvanie | Élection de 2008 du 17e district congressionnel de Pennsylvanie | Élection de 2008 du 17e district congressionnel de Pennsylvanie | Élection de 2008 du 17e district congressionnel de Pennsylvanie | Élection de 2008 du 17e district congressionnel de Pennsylvanie |
| --------------------------------------------------------------- | --------------------------------------------------------------- | --------------------------------------------------------------- | --------------------------------------------------------------- | --------------------------------------------------------------- |
| Parti                                                           | Parti                                                           | Candidat                                                        | Votes                                                           | %                                                               |
|                                                                 | Démocrate                                                       | Tim Holden (en) (sortant)                                       | 192 699                                                         | 63,7                                                            |
|                                                                 | Républicain                                                     | Toni Gilhooley                                                  | 109 909                                                         | 36,3                                                            |
| Total des votes                                                 | Total des votes                                                 | Total des votes                                                 | 302 608                                                         | 100 %                                                           |
|                                                                 | Les Démocrates conservent                                       |                                                                 |                                                                 |                                                                 |

### 2010
| Élection de 2010 du 17e district congressionnel de Pennsylvanie | Élection de 2010 du 17e district congressionnel de Pennsylvanie | Élection de 2010 du 17e district congressionnel de Pennsylvanie | Élection de 2010 du 17e district congressionnel de Pennsylvanie | Élection de 2010 du 17e district congressionnel de Pennsylvanie |
| --------------------------------------------------------------- | --------------------------------------------------------------- | --------------------------------------------------------------- | --------------------------------------------------------------- | --------------------------------------------------------------- |
| Parti                                                           | Parti                                                           | Candidat                                                        | Votes                                                           | %                                                               |
|                                                                 | Démocrate                                                       | Tim Holden (en) (sortant)                                       | 118 486                                                         | 55,5                                                            |
|                                                                 | Républicain                                                     | Dave Argall                                                     | 95 000                                                          | 44,5                                                            |
| Total des votes                                                 | Total des votes                                                 | Total des votes                                                 | 213 486                                                         | 100 %                                                           |
|                                                                 | Les Démocrates conservent                                       |                                                                 |                                                                 |                                                                 |

### 2012
| Élection de 2012 du 17e district congressionnel de Pennsylvanie | Élection de 2012 du 17e district congressionnel de Pennsylvanie | Élection de 2012 du 17e district congressionnel de Pennsylvanie | Élection de 2012 du 17e district congressionnel de Pennsylvanie | Élection de 2012 du 17e district congressionnel de Pennsylvanie |
| --------------------------------------------------------------- | --------------------------------------------------------------- | --------------------------------------------------------------- | --------------------------------------------------------------- | --------------------------------------------------------------- |
| Parti                                                           | Parti                                                           | Candidat                                                        | Votes                                                           | %                                                               |
|                                                                 | Démocrate                                                       | Matt Cartwright                                                 | 161 393                                                         | 60,3                                                            |
|                                                                 | Républicain                                                     | Laureen Cummings                                                | 106 208                                                         | 39,7                                                            |
| Total des votes                                                 | Total des votes                                                 | Total des votes                                                 | 267 601                                                         | 100 %                                                           |
|                                                                 | Les Démocrates conservent                                       |                                                                 |                                                                 |                                                                 |

### 2014
| Élection de 2014 du 17e district congressionnel de Pennsylvanie | Élection de 2014 du 17e district congressionnel de Pennsylvanie | Élection de 2014 du 17e district congressionnel de Pennsylvanie | Élection de 2014 du 17e district congressionnel de Pennsylvanie | Élection de 2014 du 17e district congressionnel de Pennsylvanie |
| --------------------------------------------------------------- | --------------------------------------------------------------- | --------------------------------------------------------------- | --------------------------------------------------------------- | --------------------------------------------------------------- |
| Parti                                                           | Parti                                                           | Candidat                                                        | Votes                                                           | %                                                               |
|                                                                 | Démocrate                                                       | Matt Cartwright (sortant)                                       | 93 680                                                          | 56,8                                                            |
|                                                                 | Républicain                                                     | David Moylan                                                    | 71 371                                                          | 43,2                                                            |
| Total des votes                                                 | Total des votes                                                 | Total des votes                                                 | 165 051                                                         | 100 %                                                           |
|                                                                 | Les Démocrates conservent                                       |                                                                 |                                                                 |                                                                 |

### 2016
| Élection de 2016 du 17e district congressionnel de Pennsylvanie | Élection de 2016 du 17e district congressionnel de Pennsylvanie | Élection de 2016 du 17e district congressionnel de Pennsylvanie | Élection de 2016 du 17e district congressionnel de Pennsylvanie | Élection de 2016 du 17e district congressionnel de Pennsylvanie |
| --------------------------------------------------------------- | --------------------------------------------------------------- | --------------------------------------------------------------- | --------------------------------------------------------------- | --------------------------------------------------------------- |
| Parti                                                           | Parti                                                           | Candidat                                                        | Votes                                                           | %                                                               |
|                                                                 | Démocrate                                                       | Matt Cartwright (sortant)                                       | 157 734                                                         | 53,8                                                            |
|                                                                 | Républicain                                                     | Matt Connolly                                                   | 135 430                                                         | 46,2                                                            |
| Total des votes                                                 | Total des votes                                                 | Total des votes                                                 | 293 164                                                         | 100 %                                                           |
|                                                                 | Les Démocrates conservent                                       |                                                                 |                                                                 |                                                                 |

### 2018
| Élection de 2018 du 17e district congressionnel de Pennsylvanie | Élection de 2018 du 17e district congressionnel de Pennsylvanie | Élection de 2018 du 17e district congressionnel de Pennsylvanie | Élection de 2018 du 17e district congressionnel de Pennsylvanie | Élection de 2018 du 17e district congressionnel de Pennsylvanie |
| --------------------------------------------------------------- | --------------------------------------------------------------- | --------------------------------------------------------------- | --------------------------------------------------------------- | --------------------------------------------------------------- |
| Parti                                                           | Parti                                                           | Candidat                                                        | Votes                                                           | %                                                               |
|                                                                 | Démocrate                                                       | Conor Lamb (sortant)                                            | 183 162                                                         | 56,3                                                            |
|                                                                 | Républicain                                                     | Keith Rothfus (sortant)                                         | 142 417                                                         | 43,7                                                            |
| Total des votes                                                 | Total des votes                                                 | Total des votes                                                 | 325 579                                                         | 100 %                                                           |
|                                                                 | Les Démocrates conservent                                       |                                                                 |                                                                 |                                                                 |

### 2020
| Élection de 2020 du 17e district congressionnel de Pennsylvanie | Élection de 2020 du 17e district congressionnel de Pennsylvanie | Élection de 2020 du 17e district congressionnel de Pennsylvanie | Élection de 2020 du 17e district congressionnel de Pennsylvanie | Élection de 2020 du 17e district congressionnel de Pennsylvanie |
| --------------------------------------------------------------- | --------------------------------------------------------------- | --------------------------------------------------------------- | --------------------------------------------------------------- | --------------------------------------------------------------- |
| Parti                                                           | Parti                                                           | Candidat                                                        | Votes                                                           | %                                                               |
|                                                                 | Démocrate                                                       | Conor Lamb (sortant)                                            | 222 253                                                         | 51,1                                                            |
|                                                                 | Républicain                                                     | Sean Parnell                                                    | 212 284                                                         | 48,9                                                            |
| Total des votes                                                 | Total des votes                                                 | Total des votes                                                 | 434 537                                                         | 100 %                                                           |
|                                                                 | Les Démocrates conservent                                       |                                                                 |                                                                 |                                                                 |

### 2022
| Primaire Démocrate de 2022 du 17e district congressionnel de Pennsylvanie | Primaire Démocrate de 2022 du 17e district congressionnel de Pennsylvanie | Primaire Démocrate de 2022 du 17e district congressionnel de Pennsylvanie | Primaire Démocrate de 2022 du 17e district congressionnel de Pennsylvanie | Primaire Démocrate de 2022 du 17e district congressionnel de Pennsylvanie |
| ------------------------------------------------------------------------- | ------------------------------------------------------------------------- | ------------------------------------------------------------------------- | ------------------------------------------------------------------------- | ------------------------------------------------------------------------- |
| Parti                                                                     | Parti                                                                     | Candidat                                                                  | Votes                                                                     | %                                                                         |
|                                                                           | Démocrate                                                                 | Chris Deluzio                                                             | 62 389                                                                    | 63,6                                                                      |
|                                                                           | Démocrate                                                                 | Sean Meloy                                                                | 35 638                                                                    | 36,4                                                                      |

| Primaire Républicaine de 2022 du 17e district congressionnel de Pennsylvanie | Primaire Républicaine de 2022 du 17e district congressionnel de Pennsylvanie | Primaire Républicaine de 2022 du 17e district congressionnel de Pennsylvanie | Primaire Républicaine de 2022 du 17e district congressionnel de Pennsylvanie | Primaire Républicaine de 2022 du 17e district congressionnel de Pennsylvanie |
| ---------------------------------------------------------------------------- | ---------------------------------------------------------------------------- | ---------------------------------------------------------------------------- | ---------------------------------------------------------------------------- | ---------------------------------------------------------------------------- |
| Parti                                                                        | Parti                                                                        | Candidat                                                                     | Votes                                                                        | %                                                                            |
|                                                                              | Républicain                                                                  | Jeremy Shaffer                                                               | 40 965                                                                       | 58,6                                                                         |
|                                                                              | Républicain                                                                  | Jason Killmeyer                                                              | 16 801                                                                       | 24,1                                                                         |
|                                                                              | Républicain                                                                  | Kathleen Coder                                                               | 12 079                                                                       | 17,3                                                                         |

| Élection de 2022 du 17e district congressionnel de Pennsylvanie | Élection de 2022 du 17e district congressionnel de Pennsylvanie | Élection de 2022 du 17e district congressionnel de Pennsylvanie | Élection de 2022 du 17e district congressionnel de Pennsylvanie | Élection de 2022 du 17e district congressionnel de Pennsylvanie |
| --------------------------------------------------------------- | --------------------------------------------------------------- | --------------------------------------------------------------- | --------------------------------------------------------------- | --------------------------------------------------------------- |
| Parti                                                           | Parti                                                           | Candidat                                                        | Votes                                                           | %                                                               |
|                                                                 | Démocrate                                                       | Chris Deluzio                                                   | 193 615                                                         | 53,4                                                            |
|                                                                 | Républicain                                                     | Jeremy Shaffer                                                  | 169 013                                                         | 46,6                                                            |
|                                                                 | Indépendant                                                     | Walter Sluzynsky (write-in)                                     | 0                                                               | 0,0                                                             |
| Total des votes                                                 | Total des votes                                                 | Total des votes                                                 | 362 628                                                         | 100 %                                                           |
|                                                                 | Les Démocrates conservent                                       |                                                                 |                                                                 |                                                                 |

### 2024
| Primaire Démocrate de 2024 du 17e district congressionnel de Pennsylvanie | Primaire Démocrate de 2024 du 17e district congressionnel de Pennsylvanie | Primaire Démocrate de 2024 du 17e district congressionnel de Pennsylvanie | Primaire Démocrate de 2024 du 17e district congressionnel de Pennsylvanie | Primaire Démocrate de 2024 du 17e district congressionnel de Pennsylvanie |
| ------------------------------------------------------------------------- | ------------------------------------------------------------------------- | ------------------------------------------------------------------------- | ------------------------------------------------------------------------- | ------------------------------------------------------------------------- |
| Parti                                                                     | Parti                                                                     | Candidat                                                                  | Votes                                                                     | %                                                                         |
|                                                                           | Démocrate                                                                 | Chris Deluzio (sortant)                                                   | 85 265                                                                    | 100 %                                                                     |

| Primaire Républicaine de 2024 du 17e district congressionnel de Pennsylvanie | Primaire Républicaine de 2024 du 17e district congressionnel de Pennsylvanie | Primaire Républicaine de 2024 du 17e district congressionnel de Pennsylvanie | Primaire Républicaine de 2024 du 17e district congressionnel de Pennsylvanie | Primaire Républicaine de 2024 du 17e district congressionnel de Pennsylvanie |
| ---------------------------------------------------------------------------- | ---------------------------------------------------------------------------- | ---------------------------------------------------------------------------- | ---------------------------------------------------------------------------- | ---------------------------------------------------------------------------- |
| Parti                                                                        | Parti                                                                        | Candidat                                                                     | Votes                                                                        | %                                                                            |
|                                                                              | Républicain                                                                  | Rob Mercuri                                                                  | 46 975                                                                       | 100 %                                                                        |

| Élection de 2024 du 17e district congressionnel de Pennsylvanie | Élection de 2024 du 17e district congressionnel de Pennsylvanie | Élection de 2024 du 17e district congressionnel de Pennsylvanie | Élection de 2024 du 17e district congressionnel de Pennsylvanie | Élection de 2024 du 17e district congressionnel de Pennsylvanie |
| --------------------------------------------------------------- | --------------------------------------------------------------- | --------------------------------------------------------------- | --------------------------------------------------------------- | --------------------------------------------------------------- |
| Parti                                                           | Parti                                                           | Candidat                                                        | Votes                                                           | %                                                               |
|                                                                 | Démocrate                                                       | Chris Deluzio (sortant)                                         | TBD                                                             | TBD                                                             |
|                                                                 | Républicain                                                     | Rob Mercuri                                                     | TBD                                                             | TBD                                                             |
| Total des votes                                                 | Total des votes                                                 | Total des votes                                                 | TBD                                                             | 100 %                                                           |
|                                                                 |                                                                 |                                                                 |                                                                 |                                                                 |